# Australian Goldfields Open
El Australian Goldfields Open fue un torneo de snooker que se celebró en diferentes lugares entre 1979 y 2015. Fue de ranking en 1989 y más tarde también desde 2011 hasta que se cayó del calendario en 2015. John Higgins, que se impuso (9-8) a Martin Gould en aquella postrera edición, quedó como último campeón.

## Historia

### Ganadores
| Año                                     | Ganador          | Resultado            | Subcampeón     | Sede      | Referencias |
| --------------------------------------- | ---------------- | -------------------- | -------------- | --------- | ----------- |
| Masters de Australia (de invitación)    |                  |                      |                |           |             |
| 1979                                    | Ian Anderson     | suma de varias mesas | Perrie Mans    | Sídney    | [ 1 ]       |
| 1980                                    | John Spencer     | suma de varias mesas | Dennis Taylor  | Sídney    | [ 1 ]       |
| 1981                                    | Tony Meo         | suma de varias mesas | John Spencer   | Sídney    | [ 1 ]       |
| 1982                                    | Steve Davis      | 254-100 puntos       | Eddie Charlton | Sídney    | [ 1 ]       |
| 1983                                    | Cliff Thorburn   | 7-3                  | Bill Werbeniuk | Sídney    | [ 1 ]       |
| 1984                                    | Tony Knowles     | 7-3                  | John Virgo     | Sídney    | [ 1 ]       |
| 1985                                    | Tony Meo         | 7-2                  | John Campbell  | Sídney    | [ 1 ]       |
| 1986                                    | Dennis Taylor    | 3-2                  | Steve Davis    | Sídney    | [ 1 ]       |
| 1987                                    | Stephen Hendry   | 371-226 puntos       | Mike Hallett   | Sídney    | [ 1 ]       |
| Abierto de Hong Kong (de ranking)       |                  |                      |                |           |             |
| 1989                                    | Mike Hallett     | 9-8                  | Dene O'Kane    | Hong Kong | [ 5 ]       |
| Abierto de Australia (de invitación)    |                  |                      |                |           |             |
| 1994                                    | John Higgins     | 9-5                  | Willie Thorne  | Melbourne | [ 6 ]       |
| Masters de Australia (de invitación)    |                  |                      |                |           |             |
| 1995                                    | Anthony Hamilton | 8-6                  | Chris Small    | Melbourne | [ 1 ]       |
| Abierto de Australia (de invitación)    |                  |                      |                |           |             |
| 1995                                    | Anthony Hamilton | 9-7                  | Chris Small    | Melbourne | [ 3 ]       |
| Australian Goldfields Open (de ranking) |                  |                      |                |           |             |
| 2011                                    | Stuart Bingham   | 9-8                  | Mark Williams  | Bendigo   | [ 4 ]       |
| 2012                                    | Barry Hawkins    | 9-3                  | Peter Ebdon    | Bendigo   | [ 7 ]       |
| 2013                                    | Marco Fu         | 9-6                  | Neil Robertson | Bendigo   | [ 8 ]       |
| 2014                                    | Judd Trump       | 9-5                  | Neil Robertson | Bendigo   | [ 9 ]       |
| 2015                                    | John Higgins     | 9-8                  | Martin Gould   | Bendigo   | [ 2 ]       |